# Liste des planètes mineures non numérotées découvertes en juin 2014
Pour un article plus général, voir Liste des planètes mineures non numérotées découvertes en 2014.
Pour un article plus général, voir Liste des planètes mineures.
Cet article dresse la liste des planètes mineures (astéroïdes, centaures, objets transneptuniens et assimilés) non numérotées découvertes en juin 2014 dans l'ordre de leur découverte.
Au 15 janvier 2025, 661 077 des 1 434 993 planètes mineures répertoriées par le Centre des planètes mineures ne sont pas encore numérotées, soit 46,07 %.

## Rappel concernant la désignation provisoire
La désignation provisoire indique l'ordre de découverte de ces objets. En effet, cette désignation est composée de l'année de découverte (par exemple 2014) suivie de la quinzaine (demi-mois) de découverte (p.e. A = 1-15 janvier) puis de l'ordre de découverte dans cette quinzaine. Cet ordre est indiqué par une lettre et éventuellement un chiffre comme suit : A pour la première découverte, B pour la deuxième, ..., Z pour la 25e (le I n'est pas utilisé pour éviter la confusion avec 1), A1 pour la 26e, B1 pour la 27e, etc. , Z1 pour la 50e, A2 pour la 51e, B2 pour la 52e, etc. L'ordre de la numérotation ne suit donc pas l'ordre alphanumérique. 2014 AA1 suit ainsi 2014 AZ et précède 2014 AB1.

## Liste

### Du1erau 15 juin 2014
- 2014 LG
- 2014 LJ
- 2014 LS
- 2014 LT
- 2014 LE1
- 2014 LG1
- 2014 LK1
- 2014 LL1
- 2014 LM1
- 2014 LQ1
- 2014 LR1
- 2014 LZ1
- 2014 LA2
- 2014 LC2
- 2014 LK2
- 2014 LM2
- 2014 LN2
- 2014 LS2
- 2014 LV2
- 2014 LW2
- 2014 LB3
- 2014 LH3
- 2014 LJ3
- 2014 LL3
- 2014 LM3
- 2014 LR3
- 2014 LV3
- 2014 LY3
- 2014 LZ3
- 2014 LD4
- 2014 LF4
- 2014 LH4
- 2014 LJ4
- 2014 LK4
- 2014 LQ4
- 2014 LR4
- 2014 LS4
- 2014 LU4
- 2014 LA5
- 2014 LB5
- 2014 LC5
- 2014 LD5
- 2014 LH5
- 2014 LL5
- 2014 LR5
- 2014 LS5
- 2014 LT5
- 2014 LV5
- 2014 LB6
- 2014 LE6
- 2014 LK6
- 2014 LO6
- 2014 LQ6
- 2014 LR6
- 2014 LU6
- 2014 LW6
- 2014 LD7
- 2014 LP7
- 2014 LQ7
- 2014 LR7
- 2014 LS7
- 2014 LY7
- 2014 LC8
- 2014 LD8
- 2014 LY8
- 2014 LC9
- 2014 LD9
- 2014 LK9
- 2014 LM9
- 2014 LN9
- 2014 LP9
- 2014 LR9
- 2014 LT9
- 2014 LV9
- 2014 LW9
- 2014 LX9
- 2014 LY9
- 2014 LB10
- 2014 LC10
- 2014 LD10
- 2014 LP10
- 2014 LQ10
- 2014 LS10
- 2014 LW10
- 2014 LB11
- 2014 LV11
- 2014 LA12
- 2014 LM12
- 2014 LN12
- 2014 LR12
- 2014 LD13
- 2014 LJ13
- 2014 LV13
- 2014 LC14
- 2014 LF14
- 2014 LN14
- 2014 LO14
- 2014 LQ14
- 2014 LR14
- 2014 LS14
- 2014 LV14
- 2014 LW14
- 2014 LX14
- 2014 LG15
- 2014 LK15
- 2014 LR15
- 2014 LS15
- 2014 LX15
- 2014 LZ15
- 2014 LD16
- 2014 LF16
- 2014 LL16
- 2014 LM16
- 2014 LE17
- 2014 LG17
- 2014 LK17
- 2014 LN17
- 2014 LU17
- 2014 LY17
- 2014 LZ17
- 2014 LB18
- 2014 LK18
- 2014 LJ19
- 2014 LO19
- 2014 LP19
- 2014 LR19
- 2014 LV19
- 2014 LY19
- 2014 LK20
- 2014 LL20
- 2014 LM20
- 2014 LX20
- 2014 LZ20
- 2014 LD21
- 2014 LE21
- 2014 LK21
- 2014 LN21
- 2014 LP21
- 2014 LR21
- 2014 LT21
- 2014 LW21
- 2014 LX21
- 2014 LY21
- 2014 LZ21
- 2014 LH22
- 2014 LK22
- 2014 LQ22
- 2014 LZ22
- 2014 LA23
- 2014 LB23
- 2014 LS23
- 2014 LF24
- 2014 LG24
- 2014 LU24
- 2014 LV24
- 2014 LY24
- 2014 LZ24
- 2014 LB25
- 2014 LF25
- 2014 LL25
- 2014 LM25
- 2014 LP25
- 2014 LQ25
- 2014 LR25
- 2014 LT25
- 2014 LC26
- 2014 LK26
- 2014 LL26
- 2014 LN26
- 2014 LQ26
- 2014 LR26
- 2014 LS26
- 2014 LA27
- 2014 LC27
- 2014 LH27
- 2014 LO27
- 2014 LR27
- 2014 LW27
- 2014 LT28
- 2014 LU28
- 2014 LB29
- 2014 LC29
- 2014 LD29
- 2014 LO30
- 2014 LR30
- 2014 LS30
- 2014 LV30
- 2014 LZ30
- 2014 LB31
- 2014 LG31
- 2014 LV31
- 2014 LW31
- 2014 LD32
- 2014 LU32
- 2014 LW32
- 2014 LZ32
- 2014 LA33
- 2014 LB33
- 2014 LC33
- 2014 LF33
- 2014 LG33
- 2014 LK33
- 2014 LL33
- 2014 LM33
- 2014 LP33
- 2014 LQ33
- 2014 LS33
- 2014 LT33
- 2014 LU33
- 2014 LW33
- 2014 LX33
- 2014 LY33
- 2014 LZ33
- 2014 LA34
- 2014 LB34
- 2014 LF34
- 2014 LG34
- 2014 LH34
- 2014 LJ34
- 2014 LM34
- 2014 LN34
- 2014 LO34
- 2014 LR34
- 2014 LS34
- 2014 LU34
- 2014 LX34
- 2014 LE35
- 2014 LF35
- 2014 LH35
- 2014 LJ35
- 2014 LL35
- 2014 LM35
- 2014 LN35
- 2014 LO35
- 2014 LP35
- 2014 LQ35
- 2014 LR35
- 2014 LT35
- 2014 LV35
- 2014 LW35
- 2014 LX35
- 2014 LY35
- 2014 LA36
- 2014 LB36
- 2014 LC36
- 2014 LD36
- 2014 LF36
- 2014 LH36
- 2014 LL36
- 2014 LM36
- 2014 LN36
- 2014 LP36
- 2014 LQ36
- 2014 LS36
- 2014 LT36
- 2014 LU36
- 2014 LV36
- 2014 LY36
- 2014 LD37
- 2014 LF37
- 2014 LG37
- 2014 LJ37
- 2014 LM37
- 2014 LN37
- 2014 LR37
- 2014 LS37
- 2014 LV37
- 2014 LW37
- 2014 LX37
- 2014 LY37
- 2014 LZ37
- 2014 LD38
- 2014 LE38
- 2014 LG38
- 2014 LL38
- 2014 LP38
- 2014 LQ38
- 2014 LR38
- 2014 LS38
- 2014 LT38
- 2014 LU38
- 2014 LV38
- 2014 LX38
- 2014 LY38
- 2014 LA39
- 2014 LB39
- 2014 LD39
- 2014 LE39
- 2014 LF39
- 2014 LG39
- 2014 LH39
- 2014 LJ39
- 2014 LK39
- 2014 LL39
- 2014 LN39
- 2014 LO39
- 2014 LP39
- 2014 LQ39
- 2014 LS39
- 2014 LT39
- 2014 LW39
- 2014 LX39
- 2014 LZ39
- 2014 LA40
- 2014 LC40
- 2014 LE40
- 2014 LF40
- 2014 LH40
- 2014 LK40
- 2014 LL40
- 2014 LM40
- 2014 LN40
- 2014 LO40
- 2014 LP40
- 2014 LR40
- 2014 LS40
- 2014 LT40
- 2014 LU40
- 2014 LV40
- 2014 LW40
- 2014 LX40
- 2014 LZ40
- 2014 LA41
- 2014 LB41
- 2014 LC41
- 2014 LD41
- 2014 LE41
- 2014 LG41
- 2014 LH41
- 2014 LJ41
- 2014 LK41
- 2014 LL41
- 2014 LM41
- 2014 LN41
- 2014 LP41
- 2014 LQ41
- 2014 LS41
- 2014 LT41
- 2014 LU41
- 2014 LV41
- 2014 LW41
- 2014 LX41
- 2014 LZ41
- 2014 LA42
- 2014 LB42
- 2014 LC42
- 2014 LD42
- 2014 LE42
- 2014 LF42
- 2014 LG42
- 2014 LH42
- 2014 LJ42
- 2014 LK42
- 2014 LL42
- 2014 LM42
- 2014 LN42
- 2014 LP42
- 2014 LQ42
- 2014 LR42
- 2014 LS42
- 2014 LT42
- 2014 LU42
- 2014 LV42
- 2014 LW42
- 2014 LX42
- 2014 LZ42
- 2014 LA43
- 2014 LB43
- 2014 LD43
- 2014 LF43
- 2014 LG43
- 2014 LH43
- 2014 LJ43
- 2014 LK43
- 2014 LL43
- 2014 LM43
- 2014 LN43
- 2014 LO43
- 2014 LP43
- 2014 LQ43

### Du 16 au 30 juin 2014
- 2014 MA
- 2014 MM
- 2014 MO
- 2014 MP
- 2014 MR
- 2014 MV
- 2014 MX
- 2014 MY
- 2014 MB1
- 2014 MA2
- 2014 ME2
- 2014 MS2
- 2014 MV2
- 2014 MF3
- 2014 MO3
- 2014 MQ3
- 2014 MT3
- 2014 MW3
- 2014 ML4
- 2014 MO4
- 2014 MP4
- 2014 MQ4
- 2014 MR4
- 2014 MU4
- 2014 MY4
- 2014 MZ4
- 2014 MC5
- 2014 MH5
- 2014 MJ5
- 2014 MK5
- 2014 ML5
- 2014 MO5
- 2014 MP5
- 2014 MQ5
- 2014 MR5
- 2014 MS5
- 2014 MT5
- 2014 MU5
- 2014 MV5
- 2014 MW5
- 2014 MX5
- 2014 MY5
- 2014 MZ5
- 2014 MA6
- 2014 MB6
- 2014 MC6
- 2014 MD6
- 2014 ME6
- 2014 MF6
- 2014 MG6
- 2014 MH6
- 2014 MJ6
- 2014 MK6
- 2014 MO6
- 2014 MA7
- 2014 MU7
- 2014 MH8
- 2014 MW8
- 2014 MY8
- 2014 MD9
- 2014 MN9
- 2014 MP9
- 2014 MA10
- 2014 MD10
- 2014 ME10
- 2014 MK10
- 2014 MX10
- 2014 MY10
- 2014 MC11
- 2014 MF11
- 2014 MX11
- 2014 MA12
- 2014 MB12
- 2014 ME12
- 2014 MJ12
- 2014 MP12
- 2014 MX12
- 2014 MA13
- 2014 MN13
- 2014 MU13
- 2014 ML14
- 2014 MT14
- 2014 MG15
- 2014 MP15
- 2014 MS15
- 2014 MT15
- 2014 MU15
- 2014 MX15
- 2014 MH16
- 2014 MJ16
- 2014 MR16
- 2014 MW17
- 2014 MX17
- 2014 MY17
- 2014 MZ17
- 2014 MA18
- 2014 MC18
- 2014 MD18
- 2014 ME18
- 2014 MF18
- 2014 MP18
- 2014 MS18
- 2014 MT18
- 2014 MU18
- 2014 MV18
- 2014 MW18
- 2014 MY18
- 2014 MZ18
- 2014 MD19
- 2014 ME19
- 2014 MF19
- 2014 MG19
- 2014 MJ19
- 2014 MK19
- 2014 ML19
- 2014 MM19
- 2014 MO19
- 2014 MR19
- 2014 MU19
- 2014 MY19
- 2014 MA20
- 2014 MH20
- 2014 MP20
- 2014 MT20
- 2014 ME21
- 2014 MJ21
- 2014 MK21
- 2014 ML21
- 2014 MG22
- 2014 MH22
- 2014 MW22
- 2014 MB23
- 2014 MS23
- 2014 MT23
- 2014 MV23
- 2014 MC24
- 2014 MO24
- 2014 MT24
- 2014 MF25
- 2014 MH25
- 2014 MM25
- 2014 MR25
- 2014 MB26
- 2014 MJ26
- 2014 MK26
- 2014 MM26
- 2014 MP26
- 2014 MR26
- 2014 MW26
- 2014 MY26
- 2014 MZ26
- 2014 MG27
- 2014 MJ27
- 2014 ML27
- 2014 MM27
- 2014 MN27
- 2014 MO27
- 2014 MS27
- 2014 MJ28
- 2014 ML28
- 2014 MN28
- 2014 MO28
- 2014 MS28
- 2014 MZ28
- 2014 MA29
- 2014 MC29
- 2014 ME29
- 2014 MG29
- 2014 MK29
- 2014 MV29
- 2014 MF30
- 2014 MY30
- 2014 MZ30
- 2014 MA31
- 2014 MC31
- 2014 MK31
- 2014 MO31
- 2014 MP31
- 2014 MA32
- 2014 MF32
- 2014 ML32
- 2014 MQ32
- 2014 MT32
- 2014 MB33
- 2014 MN33
- 2014 MU33
- 2014 MY33
- 2014 MZ33
- 2014 MA34
- 2014 MD34
- 2014 MF34
- 2014 MG34
- 2014 MH34
- 2014 MP34
- 2014 MS34
- 2014 MN35
- 2014 MO35
- 2014 MR35
- 2014 MZ35
- 2014 MC36
- 2014 MO36
- 2014 MQ36
- 2014 MR36
- 2014 MU36
- 2014 MW36
- 2014 MU38
- 2014 MW38
- 2014 MB39
- 2014 MF39
- 2014 MH39
- 2014 MJ39
- 2014 MP39
- 2014 MV39
- 2014 MH40
- 2014 MJ40
- 2014 MM40
- 2014 MO40
- 2014 MP40
- 2014 MV40
- 2014 MY40
- 2014 MB41
- 2014 MC41
- 2014 MH41
- 2014 MN41
- 2014 MO41
- 2014 MP41
- 2014 MQ41
- 2014 MR41
- 2014 MT41
- 2014 MV41
- 2014 MA42
- 2014 MC42
- 2014 MD42
- 2014 MN42
- 2014 MT42
- 2014 MG43
- 2014 MU43
- 2014 MB44
- 2014 MF44
- 2014 MG44
- 2014 MP44
- 2014 MQ44
- 2014 MR44
- 2014 MT44
- 2014 MY44
- 2014 MA45
- 2014 MB45
- 2014 MD45
- 2014 MF45
- 2014 MG45
- 2014 MJ45
- 2014 MN45
- 2014 MQ45
- 2014 MW45
- 2014 MY45
- 2014 MG46
- 2014 MJ46
- 2014 MC47
- 2014 MJ47
- 2014 MW47
- 2014 MA48
- 2014 MB48
- 2014 MH48
- 2014 ML48
- 2014 MM48
- 2014 MN48
- 2014 MO48
- 2014 MQ48
- 2014 MU48
- 2014 MF49
- 2014 MK49
- 2014 ML49
- 2014 MX49
- 2014 MY49
- 2014 MZ49
- 2014 MC50
- 2014 MD50
- 2014 MJ50
- 2014 MK50
- 2014 MP50
- 2014 MR50
- 2014 MS50
- 2014 MT50
- 2014 MZ50
- 2014 MM51
- 2014 MP51
- 2014 MS51
- 2014 MX51
- 2014 MY51
- 2014 MA52
- 2014 ME52
- 2014 MM52
- 2014 MB53
- 2014 MK53
- 2014 MQ53
- 2014 MT53
- 2014 MV53
- 2014 MG54
- 2014 MS54
- 2014 MV54
- 2014 MX54
- 2014 MZ54
- 2014 MB55
- 2014 MC55
- 2014 MD55
- 2014 ME55
- 2014 MG55
- 2014 MH55
- 2014 MJ55
- 2014 MK55
- 2014 ML55
- 2014 MN55
- 2014 MO55
- 2014 MA56
- 2014 MB56
- 2014 MC56
- 2014 MM56
- 2014 MQ56
- 2014 MD57
- 2014 ME57
- 2014 MH57
- 2014 MJ57
- 2014 MN57
- 2014 MO57
- 2014 MP57
- 2014 MQ57
- 2014 MU57
- 2014 MY57
- 2014 ME58
- 2014 MF58
- 2014 ML58
- 2014 MM58
- 2014 MR58
- 2014 MV58
- 2014 MX58
- 2014 MY58
- 2014 MA59
- 2014 MC59
- 2014 MD59
- 2014 MF59
- 2014 MG59
- 2014 MO59
- 2014 MP59
- 2014 MU59
- 2014 MA60
- 2014 ME60
- 2014 MF60
- 2014 MJ60
- 2014 ML60
- 2014 MO60
- 2014 MP60
- 2014 MQ60
- 2014 MR60
- 2014 MC61
- 2014 MK61
- 2014 MP61
- 2014 MU61
- 2014 MV61
- 2014 MY61
- 2014 MB62
- 2014 MC62
- 2014 MD62
- 2014 MM62
- 2014 MN62
- 2014 MO62
- 2014 MZ62
- 2014 MB63
- 2014 MC63
- 2014 MT63
- 2014 MU63
- 2014 MV63
- 2014 MW63
- 2014 MY63
- 2014 MB64
- 2014 MF64
- 2014 MK64
- 2014 MO64
- 2014 MP64
- 2014 MR64
- 2014 MC65
- 2014 MG65
- 2014 MP65
- 2014 MQ65
- 2014 MT65
- 2014 MU65
- 2014 MV65
- 2014 MW65
- 2014 MY65
- 2014 MA66
- 2014 MB66
- 2014 MG66
- 2014 MS66
- 2014 MW66
- 2014 MX66
- 2014 MB67
- 2014 MF67
- 2014 MG67
- 2014 MH67
- 2014 ML67
- 2014 MN67
- 2014 MO67
- 2014 MP67
- 2014 MR67
- 2014 MS67
- 2014 MT67
- 2014 MU67
- 2014 MW67
- 2014 MY67
- 2014 MA68
- 2014 MB68
- 2014 MD68
- 2014 ME68
- 2014 MF68
- 2014 MG68
- 2014 MJ68
- 2014 ML68
- 2014 MN68
- 2014 MO68
- 2014 MP68
- 2014 MA69
- 2014 MT69
- 2014 MV69
- 2014 ME70
- 2014 MF70
- 2014 ML70
- 2014 MN70
- 2014 MQ70
- 2014 MR70
- 2014 MS70
- 2014 MT70
- 2014 MU70
- 2014 MV70
- 2014 MZ70
- 2014 MA71
- 2014 MB71
- 2014 MC71
- 2014 MD71
- 2014 ME71
- 2014 MF71
- 2014 MG71
- 2014 MH71
- 2014 MJ71
- 2014 MK71
- 2014 ML71
- 2014 MM71
- 2014 MO71
- 2014 MP71
- 2014 MR71
- 2014 MV71
- 2014 MW71
- 2014 MX71
- 2014 MG72
- 2014 MP72
- 2014 MN73
- 2014 MZ73
- 2014 MB74
- 2014 MC74
- 2014 MG74
- 2014 MK74
- 2014 MP74
- 2014 MR74
- 2014 MV74
- 2014 MA75
- 2014 MD75
- 2014 MP75
- 2014 MU75
- 2014 MV75
- 2014 MW75
- 2014 MZ75
- 2014 MB76
- 2014 MG76
- 2014 ML76
- 2014 MO76
- 2014 MQ76
- 2014 MU76
- 2014 MA77
- 2014 MB77
- 2014 ME77
- 2014 MH77
- 2014 ML77
- 2014 MS77
- 2014 MU77
- 2014 MX77
- 2014 ML78
- 2014 MO78
- 2014 MA79
- 2014 MB79
- 2014 MF79
- 2014 MG79
- 2014 MK79
- 2014 MO79
- 2014 MS79
- 2014 MT79
- 2014 MU79
- 2014 MX79
- 2014 MY79
- 2014 MZ79
- 2014 MA80
- 2014 MB80
- 2014 MC80
- 2014 ME80
- 2014 MF80
- 2014 MG80
- 2014 MH80
- 2014 MJ80
- 2014 ML80
- 2014 MM80
- 2014 MN80
- 2014 MP80
- 2014 MQ80
- 2014 MS80
- 2014 MU80
- 2014 MV80
- 2014 MW80
- 2014 MY80
- 2014 MC81
- 2014 MD81
- 2014 ME81
- 2014 MF81
- 2014 MG81
- 2014 MH81
- 2014 MK81
- 2014 ML81
- 2014 MN81
- 2014 MO81
- 2014 MP81
- 2014 MR81
- 2014 MS81
- 2014 MU81
- 2014 MV81
- 2014 MW81
- 2014 MY81
- 2014 MZ81
- 2014 MA82
- 2014 MB82
- 2014 MC82
- 2014 MF82
- 2014 MG82
- 2014 MH82
- 2014 MJ82
- 2014 MK82
- 2014 ML82
- 2014 MR82
- 2014 MU82
- 2014 MW82
- 2014 MY82
- 2014 MZ82
- 2014 MB83
- 2014 ME83
- 2014 MF83
- 2014 MG83
- 2014 MJ83
- 2014 ML83
- 2014 MN83
- 2014 MP83
- 2014 MQ83
- 2014 MR83
- 2014 MS83
- 2014 MT83
- 2014 MU83
- 2014 MV83
- 2014 MW83
- 2014 MX83
- 2014 MY83
- 2014 MZ83
- 2014 MA84
- 2014 MB84
- 2014 MC84
- 2014 ME84
- 2014 MH84
- 2014 MJ84
- 2014 MK84
- 2014 MM84
- 2014 MO84
- 2014 MP84
- 2014 MQ84
- 2014 MR84
- 2014 MU84
- 2014 MV84
- 2014 MX84
- 2014 MZ84
- 2014 MA85
- 2014 MB85
- 2014 MC85
- 2014 ME85
- 2014 MF85
- 2014 MG85
- 2014 MH85
- 2014 MJ85
- 2014 MK85
- 2014 ML85
- 2014 MM85
- 2014 MO85
- 2014 MP85
- 2014 MQ85
- 2014 MR85
- 2014 MS85
- 2014 MV85
- 2014 MW85
- 2014 MX85
- 2014 MZ85
- 2014 MA86
- 2014 MB86
- 2014 MC86
- 2014 MD86
- 2014 ME86
- 2014 MF86
- 2014 MG86
- 2014 MH86
- 2014 MK86
- 2014 ML86
- 2014 MM86
- 2014 MN86
- 2014 MO86
- 2014 MP86
- 2014 MR86
- 2014 MS86
- 2014 MT86
- 2014 MU86
- 2014 MV86
- 2014 MX86
- 2014 MY86
- 2014 MZ86
- 2014 MA87
- 2014 MB87
- 2014 MC87
- 2014 MD87
- 2014 ME87
- 2014 MG87
- 2014 MH87
- 2014 MJ87
- 2014 MK87
- 2014 ML87
- 2014 MN87
- 2014 MP87
- 2014 MR87
- 2014 MS87
- 2014 MT87
- 2014 MU87
- 2014 MV87
- 2014 MW87
- 2014 MK88
- 2014 ML88
- 2014 MM88
- 2014 MN88
- 2014 MP88
- 2014 MQ88
- 2014 MR88
- 2014 MS88
- 2014 MU88
- 2014 MW88
- 2014 MX88
- 2014 MY88
- 2014 MZ88
- 2014 MA89
- 2014 MB89
- 2014 MC89
- 2014 MD89
- 2014 ME89
- 2014 MF89
- 2014 MK89
- 2014 ML89
- 2014 MM89
- 2014 MN89
- 2014 MP89
- 2014 MQ89
- 2014 MR89
- 2014 MT89
- 2014 MU89
- 2014 MV89
- 2014 MW89
- 2014 MA90
- 2014 MB90
- 2014 MD90
- 2014 MK90
- 2014 ML90
- 2014 MO90
- 2014 MR90
- 2014 MS90
- 2014 MV90
- 2014 MW90
- 2014 MX90
- 2014 MZ90
- 2014 MA91
- 2014 MB91
- 2014 ME91
- 2014 MG91
- 2014 MJ91
- 2014 MN91
- 2014 MO91
- 2014 MP91
- 2014 MQ91
- 2014 MR91
- 2014 MS91
- 2014 MT91
- 2014 MU91
- 2014 MV91
- 2014 MX91
- 2014 MZ91
- 2014 MD92
- 2014 ME92
- 2014 MF92
- 2014 MG92
- 2014 MK92
- 2014 MO92
- 2014 MR92
- 2014 MT92
- 2014 MU92
- 2014 MW92
- 2014 MB93
- 2014 MC93
- 2014 MD93
- 2014 ME93
- 2014 MF93
- 2014 MG93
- 2014 MH93
- 2014 MJ93
- 2014 MK93
- 2014 ML93
- 2014 MM93
- 2014 MN93
- 2014 MO93
- 2014 MP93
- 2014 MR93
- 2014 MS93
- 2014 MT93
- 2014 MU93
- 2014 MV93
- 2014 MX93
- 2014 MZ93
- 2014 MA94
- 2014 MB94
- 2014 MD94
- 2014 ME94
- 2014 MF94
- 2014 MG94
- 2014 MJ94
- 2014 MK94
- 2014 ML94
- 2014 MM94
- 2014 MN94
- 2014 MQ94
- 2014 MR94
- 2014 MS94
- 2014 MT94
- 2014 MU94
- 2014 MV94
- 2014 MW94
- 2014 MX94
- 2014 MY94
- 2014 MZ94
- 2014 MA95
- 2014 MB95
- 2014 MD95
- 2014 ME95
- 2014 MF95
- 2014 MG95
- 2014 MH95
- 2014 ML95
- 2014 MM95
- 2014 MP95
- 2014 MS95
- 2014 MU95
- 2014 MV95
- 2014 MX95
- 2014 MY95
- 2014 MZ95
- 2014 MA96
- 2014 MB96
- 2014 MC96
- 2014 MD96
- 2014 ME96
- 2014 MF96
- 2014 MG96
- 2014 MH96
- 2014 MJ96
- 2014 MK96
- 2014 ML96
- 2014 MM96
- 2014 MN96
- 2014 MO96
- 2014 MP96
- 2014 MQ96
- 2014 MR96
- 2014 MS96
- 2014 MT96
- 2014 MU96
- 2014 MW96
- 2014 MZ96
- 2014 MA97
- 2014 MB97
- 2014 MC97
- 2014 MD97
- 2014 ME97
- 2014 MG97
- 2014 MH97
- 2014 MJ97
- 2014 MK97
- 2014 ML97
- 2014 MM97
- 2014 MN97
- 2014 MP97
- 2014 MQ97
- 2014 MR97
- 2014 MS97
- 2014 MV97
- 2014 MW97
- 2014 MX97
- 2014 MY97
- 2014 MZ97
- 2014 MA98
- 2014 MB98
- 2014 MC98
- 2014 MD98
- 2014 ME98
- 2014 MF98
- 2014 MG98
- 2014 MH98
- 2014 MJ98
- 2014 MK98
- 2014 ML98
- 2014 MM98
- 2014 MN98
- 2014 MO98
- 2014 MP98
- 2014 MR98
- 2014 MS98
- 2014 MT98
- 2014 MY98
- 2014 MZ98
- 2014 MC99
- 2014 MD99
- 2014 ME99
- 2014 MG99
- 2014 MH99
- 2014 MJ99
- 2014 MK99
- 2014 MM99
- 2014 MN99
- 2014 MP99
- 2014 MQ99
- 2014 MR99
- 2014 MS99
- 2014 MT99
- 2014 MW99
- 2014 MX99
- 2014 MY99
- 2014 MZ99
- 2014 MB100
- 2014 MD100
- 2014 ME100
- 2014 MF100
- 2014 MG100
- 2014 MJ100
- 2014 MK100
- 2014 MN100
- 2014 MO100
- 2014 MR100
- 2014 MS100
- 2014 MU100
- 2014 MW100
- 2014 MX100
- 2014 MY100
- 2014 MA101
- 2014 MB101
- 2014 MC101
- 2014 MD101
- 2014 MF101
- 2014 MG101
- 2014 MJ101
- 2014 MK101
- 2014 MM101
- 2014 MN101
- 2014 MO101
- 2014 MP101
- 2014 MU101
- 2014 MV101
- 2014 MX101
- 2014 MZ101
- 2014 MA102
- 2014 MB102
- 2014 MC102
- 2014 MD102
- 2014 ME102
- 2014 MF102
- 2014 MH102
- 2014 MJ102
- 2014 MK102
- 2014 ML102
- 2014 MM102
- 2014 MN102
- 2014 MO102
- 2014 MP102
- 2014 MQ102
- 2014 MR102
- 2014 MS102
- 2014 MT102
- 2014 MU102
- 2014 MV102
- 2014 MX102
- 2014 MY102
- 2014 MB103
- 2014 MC103
- 2014 MD103
- 2014 ME103
- 2014 MF103
- 2014 MG103
- 2014 MH103
- 2014 MJ103
- 2014 MK103
- 2014 ML103
- 2014 MM103
- 2014 MN103
- 2014 MO103
- 2014 MP103
- 2014 MQ103
- 2014 MR103
- 2014 MS103
- 2014 MT103
- 2014 MU103
- 2014 MV103
- 2014 MW103
- 2014 MX103
- 2014 MY103
- 2014 MZ103
- 2014 MA104
- 2014 MB104
- 2014 MC104
- 2014 MD104
- 2014 MF104
- 2014 MG104
- 2014 MH104
- 2014 MJ104
- 2014 MK104
- 2014 ML104
- 2014 MM104
- 2014 MN104
- 2014 MO104
- 2014 MP104
- 2014 MQ104
- 2014 MR104
- 2014 MS104
- 2014 MT104
- 2014 MU104
- 2014 MV104
- 2014 MW104
- 2014 MX104
- 2014 MY104
- 2014 MA105
- 2014 MB105
- 2014 MC105
- 2014 MD105
- 2014 ME105
- 2014 MF105
- 2014 MG105
- 2014 MH105
- 2014 MK105
- 2014 MM105
- 2014 MN105
- 2014 MO105
- 2014 MQ105
- 2014 MS105
- 2014 MT105
- 2014 MU105
- 2014 MV105
- 2014 MW105
- 2014 MX105
- 2014 MZ105
- 2014 MA106
- 2014 MB106
- 2014 MC106
- 2014 MD106
- 2014 ME106
- 2014 MF106
- 2014 MH106
- 2014 MJ106
- 2014 MK106
- 2014 ML106
- 2014 MM106
- 2014 MN106
- 2014 MO106
- 2014 MP106
- 2014 MQ106
- 2014 MR106
- 2014 MS106
- 2014 MT106
- 2014 MU106
- 2014 MV106
- 2014 MW106
- 2014 MX106
- 2014 MY106
- 2014 MZ106
- 2014 MA107
- 2014 MB107
- 2014 MC107
- 2014 ME107
- 2014 MF107
- 2014 MG107
- 2014 MH107
- 2014 MK107
- 2014 ML107
- 2014 MM107
- 2014 MN107
- 2014 MO107
- 2014 MP107
- 2014 MQ107
- 2014 MR107
- 2014 MS107
- 2014 MT107
- 2014 MU107
- 2014 MV107
- 2014 MW107
- 2014 MX107
- 2014 MY107
- 2014 MZ107
- 2014 MA108
- 2014 MB108
- 2014 MC108
- 2014 MD108
- 2014 ME108
- 2014 MF108
- 2014 MG108